# José Pékerman
José Néstor Pékerman Krimen, född 3 september 1949 i Villa Domínguez, Villaguay, Entre Ríos, är en argentinsk före detta fotbollsspelare, fotbollstränare och förbundskapten för Argentinas herrlandslag (2004–2006).
Pékerman har en karriär inom det argentinska fotbollsförbundet AFA som innefattar förbundskaptensuppdrag för Argentinas ungdomslandslag och som förbundets sportchef. 2004 tog han över efter Marcelo Bielsa. Han var 2012–2018 förbundskapten för Colombias herrlandslag.

## Tränaruppdrag
- Förbundskapten för Argentinas herrlandslag (2004-2006)
- Förbundskapten för Argentinas ungdomslandslag
  - Ungdomsvärldsmästare 1995, 1997, 2001